# Timpson
Timpson é uma cidade localizada no estado norte-americano de Texas, no Condado de Shelby.

## Demografia
Segundo o censo norte-americano de 2000, a sua população era de 1094 habitantes.
Em 2006, foi estimada uma população de 1156, um aumento de 62 (5.7%).

## Geografia
De acordo com o United States Census Bureau tem uma área de
6,5 km², dos quais 6,5 km² cobertos por terra e 0,0 km² cobertos por água. Timpson localiza-se a aproximadamente 119 m acima do nível do mar.

## Localidades na vizinhança
O diagrama seguinte representa as localidades num raio de 28 km ao redor de Timpson.